# Piragüismo en los Juegos Olímpicos de Londres 2012 - C1 Masculino 1000 metros
El evento C-1 1000 metros en los Juegos Olímpicos de Londres 2012 en Londres se disputó entre el 6 y el 8 de agosto en Eton Dorney.

## Calendario
Todos los horarios están en el British Summer Time (UTC+01:00)
| Día                           | Tiempo      | Ronda              |
| ----------------------------- | ----------- | ------------------ |
| Lunes 6 de agosto de 2012     | 09:54 11:14 | Series Semifinales |
| Miércoles 8 de agosto de 2012 | 09:48       | Finales            |

## Resultados

### Series
Los cinco mejores y el mejor sexto se clasifican para Semifinales.

#### Serie 1
| Puesto | Atleta           | País            | Tiempo   | Notas |
| ------ | ---------------- | --------------- | -------- | ----- |
| 1      | Mathieu Goubel   | Francia (FRA)   | 3:58.122 | Q     |
| 2      | Attila Vajda     | Hungría (HUN)   | 3:59.853 | Q     |
| 3      | Ilia Shtokalov   | Rusia (RUS)     | 4:04.109 | Q     |
| 4      | Jake Donaghey    | Australia (AUS) | 4:21.928 | Q     |
| 5      | Ndiatte Gueye    | Senegal (SEN)   | 4:33.884 | Q     |
| 6      | Rudolph Williams | Samoa (SAM)     | 4:54.211 |       |

#### Serie 2
| Puesto | Atleta             | País           | Tiempo   | Notas |
| ------ | ------------------ | -------------- | -------- | ----- |
| 1      | David Cal          | España (ESP)   | 3:54.590 | Q     |
| 2      | Mark Oldershaw     | Canadá (CAN)   | 3:55.211 | Q     |
| 3      | Sebastian Brendel  | Alemania (GER) | 3:56.469 | Q     |
| 4      | Everardo Cristóbal | México (MEX)   | 3:58.673 | Q     |
| 5      | Piotr Kuleta       | Polonia (POL)  | 4:04.889 | Q     |
| 6      | Fortunato Pacavira | Angola (ANG)   | 4:39.723 | Q     |

#### Serie 3
| Puesto | Atleta              | País              | Tiempo   | Notas |
| ------ | ------------------- | ----------------- | -------- | ----- |
| 1      | Iosif Chirilă       | Rumania (ROU)     | 4:05.863 | Q     |
| 2      | Vadim Menkov        | Uzbekistán (UZB)  | 4:05.895 | Q     |
| 3      | Aliaxandr Zhukouski | Bielorrusia (BLR) | 4:06.190 | Q     |
| 4      | Alexandr Dyadchuk   | Kazajistán (KAZ)  | 4:44.175 | Q     |
| 5      | Richard Jefferies   | Alemania (GER)    | 4:48.511 | Q     |

### Semifinales
Los cuatro mejores en cada semifinal se clasifican para la final 'A'. Los cuatro peores de cada semifinal se clasifican para la final 'B'.

#### Semifinal 1
| Puesto | Atleta             | País             | Tiempo   | Notas |
| ------ | ------------------ | ---------------- | -------- | ----- |
| 1      | Sebastian Brendel  | Alemania (GER)   | 3:52.122 | Q     |
| 2      | Attila Vajda       | Hungría (HUN)    | 3:52.365 | Q     |
| 3      | David Cal          | España (ESP)     | 3:52.767 | Q     |
| 4      | Vadim Menkov       | Uzbekistán (UZB) | 3:53.257 | Q     |
| 5      | Piotr Kuleta       | Polonia (POL)    | 3:53.802 |       |
| 6      | Jake Donaghey      | Australia (AUS)  | 4:26.202 |       |
| 7      | Fortunato Pacavira | Angola (ANG)     | 4:43.027 |       |
| 8      | Alexandr Dyadchuk  | Kazajistán (KAZ) | 4:56.724 |       |

#### Semifinal 2
| Puesto | Atleta              | País              | Tiempo   | Notas |
| ------ | ------------------- | ----------------- | -------- | ----- |
| 1      | Mathieu Goubel      | Francia (FRA)     | 3:51.811 | Q     |
| 2      | Mark Oldershaw      | Canadá (CAN)      | 3:52.197 | Q     |
| 3      | Ilia Shtokalov      | Rusia (RUS)       | 3:53.305 | Q     |
| 4      | Aliaxandr Zhukouski | Bielorrusia (BLR) | 3:54.002 | Q     |
| 5      | Everardo Cristóbal  | México (MEX)      | 3:54.590 |       |
| 6      | Iosif Chirilă       | Rumania (ROU)     | 4:07.794 |       |
| 7      | Ndiatte Gueye       | Senegal (SEN)     | 4:37.171 |       |
| 8      | Richard Jefferies   | Reino Unido (GBR) | 4:49.874 |       |

### Finales

#### Final B
| Puesto | Atleta             | País              | Tiempo   |
| ------ | ------------------ | ----------------- | -------- |
| 1      | Piotr Kuleta       | Polonia (POL)     | 3:54.414 |
| 2      | Everardo Cristóbal | México (MEX)      | 3:56.118 |
| 3      | Iosif Chirilă      | Rumania (ROU)     | 3:59.730 |
| 4      | Jake Donaghey      | Australia (AUS)   | 4:22.005 |
| 5      | Ndiatte Gueye      | Senegal (SEN)     | 4:32.251 |
| 6      | Fortunato Pacavira | Angola (ANG)      | 4:35.017 |
| 7      | Richard Jefferies  | Reino Unido (GBR) | 4:42.992 |
| 8      | Alexandr Dyadchuk  | Kazajistán (KAZ)  | 4:55.737 |

#### Final A
| Puesto            | Atleta              | País              | Tiempo   |
| ----------------- | ------------------- | ----------------- | -------- |
| Medalla de oro    | Sebastian Brendel   | Alemania (GER)    | 3:47.176 |
| Medalla de plata  | David Cal           | España (ESP)      | 3:48.053 |
| Medalla de bronce | Mark Oldershaw      | Canadá (CAN)      | 3:48.502 |
| 4                 | Vadim Menkov        | Uzbekistán (UZB)  | 3:49.255 |
| 5                 | Mathieu Goubel      | Francia (FRA)     | 3:50.758 |
| 6                 | Attila Vajda        | Hungría (HUN)     | 3:50.926 |
| 7                 | Aliaxandr Zhukouski | Bielorrusia (BLR) | 3:51.166 |
| 8                 | Ilia Shtokalov      | Rusia (RUS)       | 3:51.535 |